# Omya
Omya est un groupe suisse producteur mondial de minéraux blancs. Ses principaux marchés sont le secteur du papier, des plastiques, du caoutchouc, des revêtements, des adhésifs, des matériaux de construction et de l'agriculture.